# 尚雲祥
尚 雲祥（しょう うんしょう）は中華民国の武術家。形意拳の達人。
諱を雲祥、字を霽亭。その性格は武を好み義気に篤かった。郭雲深・孫禄堂らと共に、「形意拳の近世三大名手」の一人に数えられる、実戦の逸話や伝説などを数多く残す形意門きっての英雄。

## 来歴
1864年、尚雲祥は鐙（あぶみ）職人の家の子として生まれる。
尚3歳の頃、山東省一帯を襲った大地震により尚は母親を失い、
残された家族も生活基盤が破壊されたために北京に移り住むこととなった。
だが移り住んだ先の北京でも一家は生活苦にあえぎ、そのため一家は極貧の中で暮らしていたという。困窮し尽くした尚の父親は、幼い我子のために一計を案じ、当時、山東で富豪として成功を収めていた友人の邵承栄の家に、尚を下僕として使わせることとした。邵の気性は義に篤く、かって黄四海を拝して八極拳を学んだこともあり、武術を唯一の趣味としていた。そのため、邵の家には練拳所が設けられており、また常時多くの武術家を食客として世話していたともいう。幼い尚はこの邵の元で、日夜身を粉にするかの如く奉公し、また雇い主である邵も、幼いながらも誠心誠意尽くす尚を不憫に思い、やがて奉公の合間を見ては、尚に武術の基本功などを指導するようになったという。 
こうして尚が12歳の時、晴れて今までの奉公を認められ親元に帰ることを許されるが、この時邵は、尚に帰郷のための従者を使わせると共に、銀大枚二百両という大金を餞別として渡したともいう。親元に帰った尚は家業を手伝いながらも腕を磨くが、ところが親元に帰ってからも、世はまだ太平が続いていたためか、相変わらず仕事の注文の方はほとんどなく、一家の日々の生活のために、邵から送られた銀もたちまち底を突いてしまう。そこで尚は家業を継ぐことを完全に諦め、武術で身を立てることを志して、当時、北京で有名な武術家であった馬大義について、功力拳などを学び、次第に門内の中堅の内の一人として頭角を表す様になっていったという。
尚が形意拳を学ぶきっかけとなった出来事とは、一説によれば尚24歳の頃、形意門の李志和なる謎の人物に、試合で負けたことからだと言われている。こうして尚は当時形意拳の達人として中国全土に広く高名が知られていた李存義に、平凡な学生の内の一人として入門するが、尚はここで仲間たちに勝る苦練を己に科し、昼夜を問わず激しい荒稽古を行った。厳寒の真冬の屋外でも木綿の着衣一枚というなりで大汗をかく稽古を行い、証言によると（孫剣雲談）尚は、-10度を越す寒さの中でも、雪上で裸足というなりで練拳したとも伝えられる。
やがて尚の両腕は最も繰り返し練習され、その後尚の得意技ともなった崩拳の練習のために、まるで鉄で出来たかの如く見事に鍛えられていったという。またある時、地道な練習をひたすら行う尚を、冷やかして笑い者にしようとした性質の悪い者たちに、練習中の足元に大豆をばら撒かれるという悪戯をされるが、尚はそれを意に介せず、大豆で足を滑らせて転ぶどころか、ばら撒かれた大豆は尚の強烈な踏み込みにより、ある物は粉々に破砕され、ある物は大地にめり込み、ばら撒かれた大豆は悉く消滅してしまったという。また尚が庭先で拳を練っていると、足元の石畳は忽ち踏み割られていくので、この光景を見ていた人々は、「尚の足はまるで（鉄で出来た）仏のようだ、鐵足佛（鉄足仏）だ！」と驚嘆したという。
日々このような苦練を繰り返した尚は、やがて自分の得意門徒であると、李存義に認められるほどの驚異的な成長を遂げ、武器（器械）においては師の通称でもあった「単刀李」（たんとうり：一本の刀を自在に使う李存義の意味）の技をよく受け継いだのであった。その後、尚は北京の五城兵営において匪賊の取り締まりなどを行う探偵（捕盗官）の仕事に従事し、尚は軍隊でも手を余すほどの凶悪な犯罪者たちを相手に、著しい活躍を行った。一説によると尚は大槍も得意としていたが、匪賊たちとの乱闘の際に槍が手元で折れてしまうと、その短い棒を持って戦い続け、賊を全て征圧したこともあると伝えられている。そして尚は、こうして命がけで得たはずの賞金を貧民たちに施し、己は荒れ寺に住まい赤貧であることを良しとしたという。また後にはその腕を見込まれ、宮廷に使える宦官の長であった李總管の邸宅の護院の職にも就いている。
こうして尚は実戦の場で腕を磨きつつ、やがて天津に出向いた際に張占魁、王向斉らとの知遇を得て、その縁により河北派形意拳の大家郭雲深にも直接師事することが叶ったともいう。郭について尚は益々己に修練をかし、郭への人々の賞賛であった「半歩崩拳遍く天下を打つ。」の代名詞は、やがて尚へと引き継がれるほどとなったという。 
尚は生涯において南北で数多くの門弟たちを育てたが、晩年は故郷の山東省に隠棲し、そこで極少数の弟子たちに、これまでの自己の編み出した独特の工夫を加味した『尚派形意拳』を伝授しつつも、1937年、73歳でその生涯を終えた。 
尚の門弟で著名なものに尚芝蓉、王永年、趙克礼、桑丹啓、李文彬などがいる。